# Laurin Mincy
Laurin Mincy (Newark, 3 febbraio 1992) è un'ex cestista statunitense, professionista in Europa e in Australia.

## Carriera
È stata selezionata dalle New York Liberty al terzo giro del Draft WNBA 2015 (27ª scelta assoluta).